# Teuchophorus elongatus
Teuchophorus elongatus är en tvåvingeart som beskrevs av Wang 2006. Teuchophorus elongatus ingår i släktet Teuchophorus och familjen styltflugor.
Artens utbredningsområde är Taiwan. Inga underarter finns listade i Catalogue of Life.